# Hormathianthus tuberculatus
Hormathianthus tuberculatus is een zeeanemonensoort uit de familie Hormathiidae.
Hormathianthus tuberculatus is voor het eerst wetenschappelijk beschreven door Carlgren in 1943.